# Metternich (Weilerswist)
Metternich ist eine Ortschaft in der Gemeinde Weilerswist im Kreis Euskirchen im äußersten Süden von Nordrhein-Westfalen und liegt am südwestlichen Hang der Ville.

## Lage

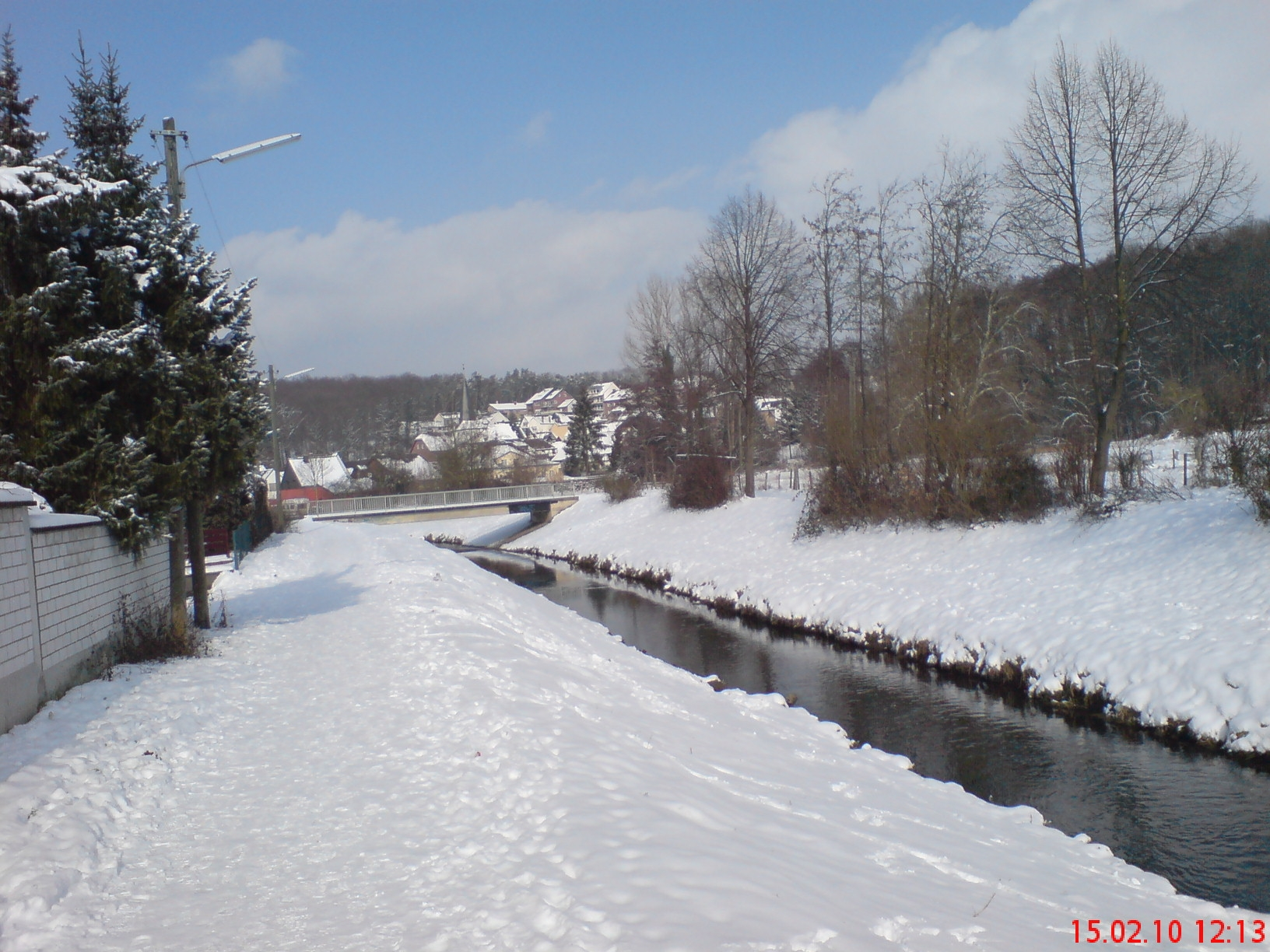
Swist in Metternich

Metternich liegt im Osten der Gemeinde Weilerswist, etwa mittig zwischen den Nachbarorten Weilerswist und Heimerzheim. Durch den Ort verläuft die für die Gemeinde namensgebende Swist. An das Straßennetz ist Metternich über die Bundesautobahn 61, Landesstraße 163 und die Kreisstraße 33 angeschlossen.

## Geschichte
Metternich wurde erstmals 1303 urkundlich erwähnt. 1322 wurde der Kölner Erzbischof Heinrich von Virneburg Landesherr des Ortes.
Die Besiedelung fand jedoch schon viel früher statt. An der Kreuzung Meckenheimer Straße und Bergstraße stieß man Ende des 19. Jahrhunderts auf Überreste einer römischen Straßensiedlung. An zwölf Stellen innerhalb der Gemarkung Metternich wurden Spuren römischer Bauten entdeckt. In der Nähe des Hovener Hofs etwa, der außerhalb des Dorfes an der Swist liegt und heute eine Reitanlage mit angeschlossener Pferdetherapie beheimatet, kamen 1853 die Überreste einer „Villa Rustica“ zum Vorschein.
Bei der Schaffung einer neuen Verwaltung zwischen 1798 und 1800, unter französischer Herrschaft, gehörte Metternich zur Mairie Weilerswist im Kanton Lechenich.
Am 1. Juli 1969 wurde  Metternich durch das Gesetz zur Neugliederung des Landkreises Euskirchen mit den Gemeinden Lommersum, Müggenhausen, Vernich und Weilerswist des ehemaligen Amtes Weilerswist-Lommersum zur neuen Gemeinde Weilerswist zusammengeschlossen.

## Wappen
Das Kreuz deutet an, dass der Ort zum alten Kurfürstentum Köln gehörte. Der untere Teil erinnert an die beiden in Metternich ansässigen Adelsfamilien, die den Namen Metternich führten, aber nicht miteinander verwandt waren. Handelt es sich bei denen mit dem Löwenwappen um eine Nebenlinie der Herren von Alfter, so kamen die mit den drei Muscheln, deren bedeutendster Nachfahre der österreichische Staatskanzler Klemens von Metternich war, aus dem Hause derer von Hemberg-Hemmerich.

## Burgen
In Metternich standen zwei Burgen. Beide Häuser sind ursprünglich sicher bereits römisch besiedelt, urkundlich jedoch erst seit dem Mittelalter nachweisbar. Sie sind die Stammsitze der Familien von Metternich. Zwischen den beiden Häusern, deren Hofbereiche aneinandergrenzen, verläuft in Ost-West-Richtung die Swist und in Süd-Nord-Richtung die Römerstraße von Trier an den Rhein bei Wesseling.

### Wasserburg Metternich

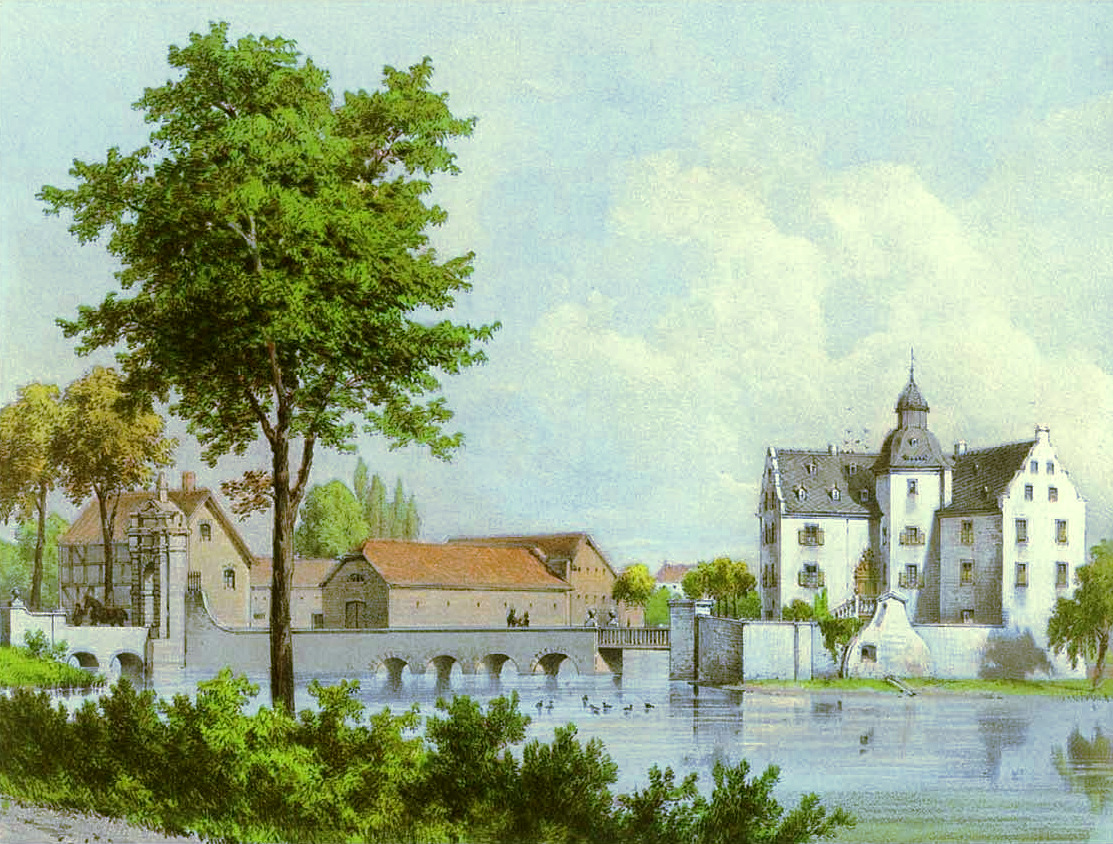
Burg Metternich um 1860, Sammlung Alexander Duncker

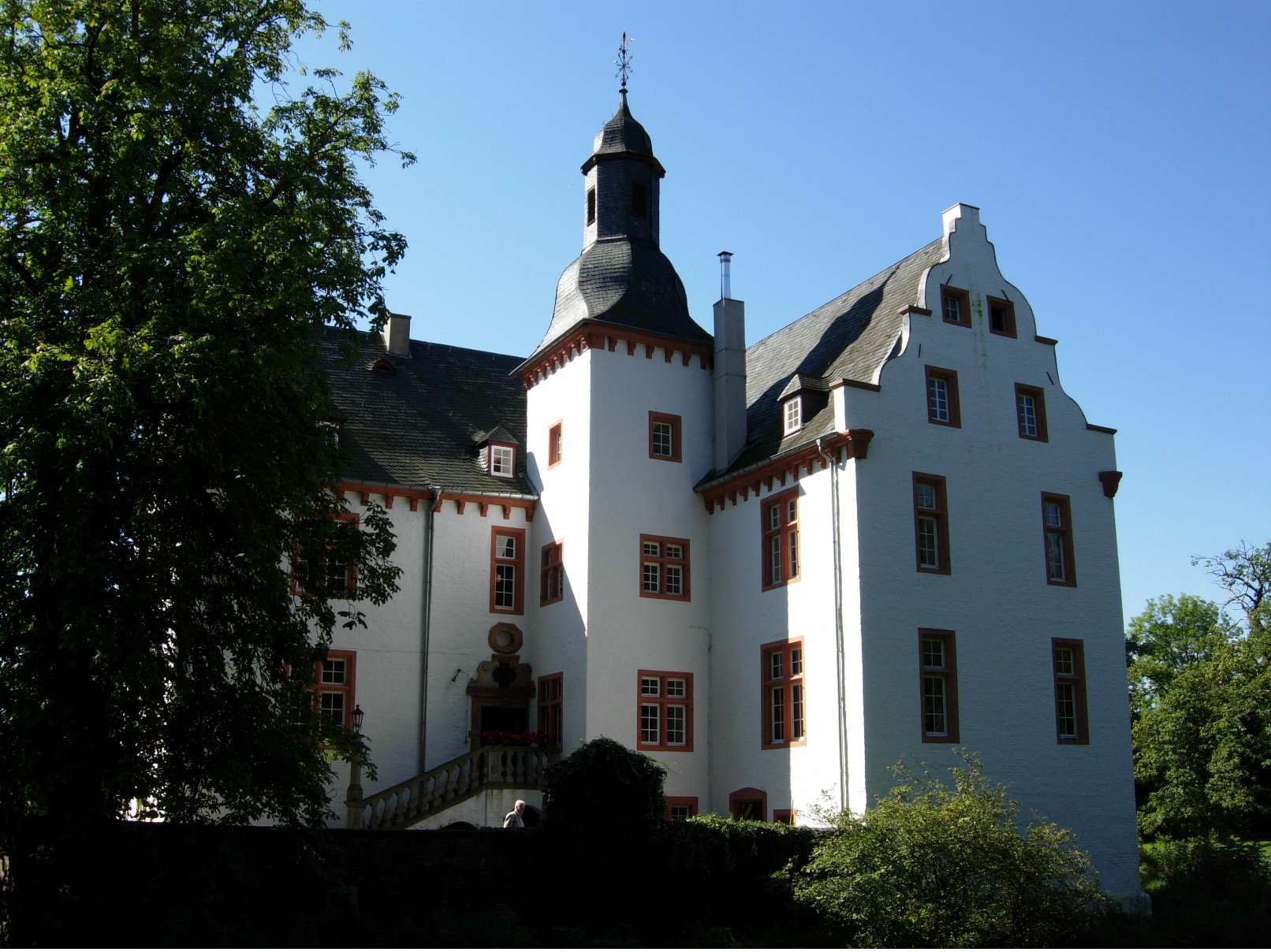
Wasserburg Metternich

Die Wasserburg Burg Metternich (Schloss Merle) wurde spätestens im 13. Jahrhundert erbaut. Im Jahre 1316 wird erstmals ein Geschlecht erwähnt, das den Namen Metternich trug und als Wappen den Löwen führte.
Die Burg ging vom Kölner Erzbischof zu Lehen, wurde 1348 anlässlich einer Erbteilung zwischen vier Brüdern aktenkundig und blieb bis zum Jahre 1692 in dieser Familie. Der letzte dort ansässige Freiherr von und zu Metternich verkaufte 1692 Burg und Herrschaft an den kurkölnischen Geheimrat und Staatssekretär Franz Wilhelm von Schönheim. Nach dem Tod des letzten Schönheim von Metternich, Domherr Johann Arnold von Schönheim erbten dessen Vettern den Besitz, der kunstsinnige Kölner Weihbischof und Bistumsverweser Clemens August von Merle und sein Bruder Josef Clemens von Merle. Auf letztere geht die Anlage des Landschaftsparks 1802 um die Burg zurück (Hofgärtner Josef Clemens Wehye). Der spätere königliche Hofgärtner Lenné erhielt hier seine erste Ausbildung, der Landschaftspark ist an der Burg noch erhalten, am Villehang jedoch zumeist zu Wald geworden.
Über den bedeutenden rheinisch-französischen Juristen Heinrich Gottfried Wilhelm Daniels, den Übersetzer des Code civil ins Deutsche und späteren ersten Präsidenten des Kölner Appellhofes, der das Gut von der Kölner Adelsfamilie von und zum Pütz 1811 kaufte, kam das Rittergut nach dessen Tod durch Verkauf an den Major a. D. Karl Friedrich von Müller und seine Frau Helene geb. Krupp aus Essen, von deren Sohn es 1879 Franz Freiherr von Schorlemer-Overhagen kaufte, er baute die Mansarde und den Gutshof um. Er verkaufte Metternich schon 1895 an den königlichen Kammerherrn Edmund Freiherr Spies von Büllesheim, dessen Familie die Burg bis heute bewohnt.
Während das Herrenhaus von Burg Metternich nach sehr starken Kriegsschäden und beginnendem Verfall durchgreifend renoviert werden konnte, ist von den ursprünglichen Vorburgen nichts mehr erhalten. Der heutige vierflügelige Gutshof wurde um 1885 vollständig neu erbaut, lediglich das große Sandsteintor wurde aus den Vorgängerbauten übernommen. Von der Ausstattung und der Gemäldesammlung des Bischofs Merle ist nichts erhalten geblieben, lediglich ein Plan der Hängung. Die Vorburggräben sind zumeist eingeebnet, aber das Herrenhaus ist noch immer von einem großen Weiher umgeben, der die Pfahlroste unter den Fundamenten ständig unter Wasser hält. In westlicher und südlicher Richtung ist die Burg aber immer noch durch drei Wasserhindernisse, inklusive der Swist geschützt. 

### Haus Velbrück
In der Ortsmitte stehen noch Reste der Burganlage von Haus Velbrück. Das dort ansässige Geschlecht, das sich ebenfalls von Metternich nannte und drei Muscheln im Wappen zeigte, besaß um 1325 den wasserumwehrten Hof östlich der Kreuzung der römischen Straße (Bergstraße) der heutigen Meckenheimer Straße. Er hieß nach dem Vornamen seiner späteren Herren in drei Generationen Ottohof, dann, nach der Erweiterung zur zweiteiligen Wasserburg und der Heirat (1545) der Erbtochter mit Gerhard von Velbrüggen, Haus Velbrück. Es war der Stammsitz des Adelsgeschlechtes, das den Namen Metternich in ganz Europa bekannt machen sollte. Nach den Velbrücks, zu deren Familie auch der Fürstbischof von Lüttich, Charles de Velbrück, gehörte, gelangte der Besitz durch Erbteilung bzw. Verkauf an die Familien von Wolff-Metternich, von Francken-Sierstorpff, Velten und Mitweg an die Familie Halbach, die zum Familienverbund der „Krupp von Bohlen und Halbach“ gehört. Heute ist die Familie von Barton gen. von Stedman, ein altes schottisches Adelsgeschlecht, hier ansässig. Bekannter Vertreter der Familie ist Andreas von Stedman, der 1994 bzw. 1999 die Versandbuchhandlung „Velbrück Bücher und Medien“ sowie den renommierten Verlag Velbrück Wissenschaft gründete, deren Sitze sich in der Hofanlage befinden.

## Metternicher Pfarrkirche

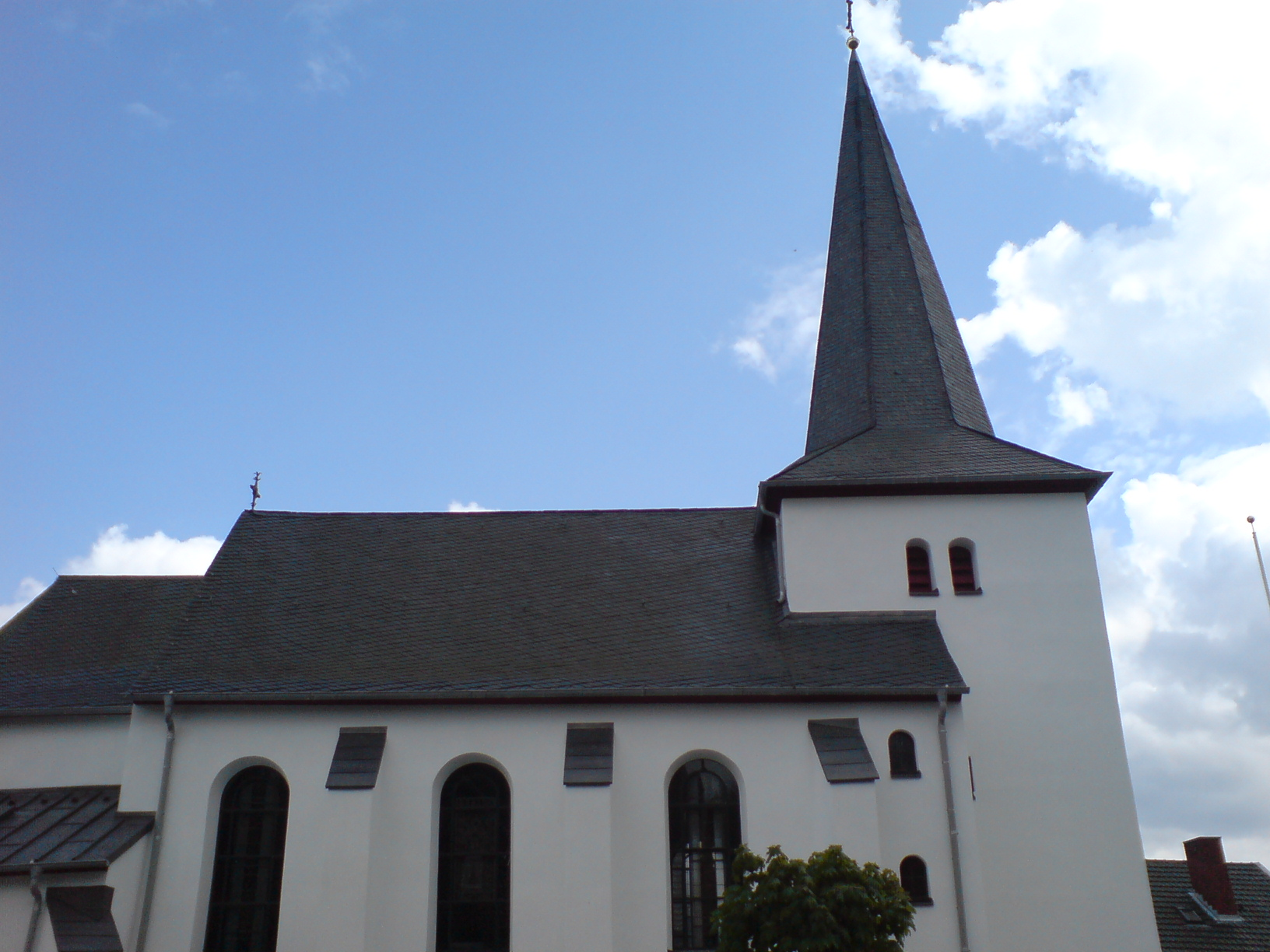
Die Kirche St. Johannes der Täufer

Die Kirche in Metternich ist Johannes dem Täufer sowie Maternus, dem ersten Bischof der Stadt Köln, als Pfarrpatronen geweiht. Sie ist auch heute noch Sitz der Pfarrei innerhalb des Erzbistums Köln.
Schon in der Römerzeit dürfte ein Vorgängerbau an gleicher Stelle gestanden haben, möglicherweise eine Kultstätte der gallo-römisch-germanischen Muttergottheiten Matronae (Matronen). Im Kirchturm wurden Matronen-Weihesteine und römische Ziegel verarbeitet, wie sich beim Anbau im Jahr 1953 herausstellte. Die damals gefundenen Kultsteine und der Goldschatz befinden sich im Römisch-Germanischen Museum der Stadt Köln. Die Kultstätte dürfte im 4. Jahrhundert christianisiert worden sein; die heutige Kirche steht auf ihrer Stelle. Auf den Matronenkult weist vermutlich auch der Name der durch den Ort fließenden Swist hin, der von Schwesternbach herrühren könnte. Die drei heiligen Schwestern (Matronae) wurden früh von der christlichen Kirche als Fides, Spes und Caritas übernommen.
Die erste schriftliche Erwähnung der Kirche findet sich im Jahr 1303 im Liber valoris, einem Güterverzeichnis der Erzbischöfe von Köln. 1630 wurde die Kirche während des Dreißigjährigen Krieges niedergebrannt. Erst ab 1653 war die durch den Krieg verarmte Gemeinde in der Lage, mit ihrem Wiederaufbau zu beginnen; die jetzige Form der Kirche geht darauf zurück. Die Kriege im 19. und 20. Jahrhundert haben der Kirche weniger zugesetzt als die Grundwasserabsenkungen aufgrund des Braunkohlebergbaus. Zahlreiche Risse im Mauerwerk und drohende Einsturzgefahr machten die denkmalgeschützte Kirche dringend renovierungsbedürftig.
Von 2007 bis 2009 fand der Rückbau der Anbauten aus dem 20. Jahrhundert und eine grundlegende Sanierung des Altbaus statt. Bei Ausgrabungen wurden 2007 im Kirchenschiff unter anderem drei merowingische Adlige aus dem 7. bis 9. Jahrhundert gefunden, samt ihrer Bewaffnung. Erwähnenswert sind im Innern der Kirche eine gotische Monstranz aus dem 15. Jahrhundert, ein Kreuzabnahme-Bild (der Schule von Peter Paul Rubens zugeschrieben) sowie vier Bildnisse der Evangelisten aus dem 17. Jahrhundert. Das nicht unbedeutende Maternus-Reliquiar scheint um 1970 verloren gegangen zu sein.
Eine Altarplatte aus dem 14. Jahrhundert wurde ebenso wie der Taufstein bei Ausgrabungen im Zuge des Anbaus 1953 gefunden. Gewölbeschlusssteine zeigen die Wappen der Herren von Metternich-Alfter, Franken-Siersdorpff sowie des Erzbischofs von Köln. Im Kirchturm hängen drei Glocken, mit denen an hohen Festtagen „gebeiert“ wird, insbesondere am Johannesfest am 24. Juni. Die mittlere der Glocken ist dem heiligen Martin mit der folgenden Inschrift geweiht: „Marti-nus heiße ich, zum Gottesdienst rufe ich, alles Unwetter vertreibe ich, 1528“.
Nach Abschluss der zweijährigen Sanierung wurde die Kirche während der ersten Messe am Samstag, 19. Dezember 2009 durch den damaligen Kölner Weihbischof Heiner Koch, den heutigen Erzbischof von Berlin, erneut geweiht.

## Brauchtum

### Versteigerung der „Dorfschönen“
Seit 1921 findet am Ostersonntag die Jahreshauptversammlung des Junggesellenvereins, mit anschließender Versteigerung der Dorfschönen, im Vereinslokal statt. Nachdem Jahres- und Kassenbericht verlesen sind und der alte Vereinsvorstand entlastet ist, wird der neue Vorstand gewählt. Anschließend folgt die Versteigerung der Dorfschönen. Alle heiratsfähigen Mädchen des Ortes werden im Vorfeld der Versammlung ermittelt und als versteigerungswürdig befunden. Diese Sitte ist keineswegs als maskulines Gehabe oder gar als Wichtigmacherei zu verstehen. Maikönigin wird das Mädchen, das den höchsten Preis einbringt. Die Bekanntgabe erfolgt durch Darbringen eines Ständchens vor dem Haus der Holden.

### Mainacht
Die Nacht zum 1. Mai war schon in früheren Zeiten den Junggesellen vorbehalten, mit Musik und der dicken Trumm ging es in den Wald, um die Maibäume zu fällen. Heutzutage nimmt das Fällen und Aufladen der Bäume mitunter eine gewisse Zeit in Anspruch, denn nicht nur das hohe Eigengewicht der Bäume und die erforderlichen Stärkungspausen ziehen das ganze in die Länge, sondern auch die Suche nach dem richtigen Weg. Aufgabe der Junggesellen ist es einen Dorfmaibaum aufzustellen, sie sind darauf bedacht, ihr „Herrschaftsgebiet“ und ihren „Anspruch auf die Auserwählte“ anderen gegenüber zu behaupten. Um Konfrontationen aus dem Weg zu gehen, wird ein „Wegezoll“ verlangt oder gezahlt. Im Morgengrauen werden die beiden Bäume der Maikönigin aufgestellt, wo man meist schon mit Kaffee und Schnittchen erwartet wird. Anschließend folgt das traditionelle Fußballspiel auf dem Sportplatz, das erstmals 1972 in der Chronik erwähnt wird.

### Mai- und Kleinkirmes
Bis 1983 waren das Maifest (Stiftungsfest) und die Kleinkirmes (St. Johannes der Täufer) zwei eigenständige Feste. Früher beschränkte sich das Maifest auf den Sonntag. Es begann mit dem Wecken durch den Tambourkorp um sechs Uhr. Nach dem gemeinsamen Kirchgang, dem Schauschwenken vor der Kirche und der Kranzniederlegung am Ehrenmal folgte das Frühschoppen im Saale der Gaststätte „Zum Treppchen“. Die Junggesellen stellen seit jeher die Träger des Baldachins, der Fahnen und bis vor kurzem auch die Begleitmusik. Anschließend folgte Frühschoppen, dann Festzug und Ball. 1984 entschloss man sich das Maifest und die Kleinkirmes auf einen Termin zu legen. Das heute so genannte „Junggesellenfest“ beginnt freitags mit einer Disco mit jährlich wechselnden Themen. Der Höhepunkt des Junggesellenfestes ist der samstägliche Krönungsball, bei dem das Maipaar proklamiert wird. Der Sonntag läuft in gewohnter Weise ab: Kirchgang, Johannes-Prozession, Kranzniederlegung, Frühschoppen, Empfang der auswärtigen Vereine, feierliches Abholen des Maipaares, Festzug durch den Ort, Freundschaftsschwenken, Preisverteilung und Tanz. Am Sonntagnachmittag dominieren in besonderer Weise die Junggesellen der verschiedenen Ortschaften, in einem guten Miteinander.

### Großkirmes
Die Kirmes zu Ehren des zweiten Pfarrpatrons „St. Maternus“ (11. September) war früher umfangreicher als heute. Samstags stellte man zuerst zwei Birken vor das Vereinslokal. Am Abend wurde die Kirmes mit einem Fackelzug durch den Ort „herausgeholt“. Sonntags folgte Kirchgang, Schauschwenken, Frühschoppen, Festzug und Tanz. Montags ging der Bettelzug, oder auch bekannt als „Köttzoch“ durch den Ort. Durch Fähndelschwenken wird an das gute Herz der Dorfbewohner appelliert. Früher wie heute geht es beim Bettelzug immer lustig zu; nicht nur das regelrechte Umsorgen seitens der Anwohner mit Getränken verschiedenster Art, sondern auch geselliges Beisammensein sowie der Schabernack mit dem „armen Paies“ tragen ihren Teil dazu bei. Im Laufe der Zeit wurde die Großkirmes, bedingt durch ein Überangebot von Veranstaltungen, immer kleiner. Die letzten Jahre wurde unter dem Namen „Maternuskirmes“ nur noch auf dem Dorfplatz gefeiert. Doch neben der Tradition des Bettelzugs werden noch weitere Traditionen aufrechterhalten: z. B. das Hahneköppen und das Verbrennen des „Paies“ am Kirmesmittwoch. Die Kirmes wird mit dem Hähnchenessen, Stiefeltrinken und ein paar gemütlichen Stunden beendet.

### Fähndelschwenken
Das Fähndel ist das sichtbare Symbol der Junggesellenvereine und wird von ihnen wie ein „Augapfel“ gehütet. Der Ursprung des Fähndelschwenkens, wie es heute im Rheinland gepflegt wird, lässt sich bis in das 14. und 15. Jahrhundert zurückverfolgen. Es war zunächst ein militärischer Brauch und diente der Nachrichtenübermittlung und als taktisches Richtungs- und Sammelzeichen. Später wurde dieser Brauch von den Schützenbruderschaften und den Handwerkerzünften übernommen. Nach Gründung der frühen Junggesellenvereine fand das Fähndelschwenken auch bei ihnen Verbreitung. Die heutige Schwenktradition unterteilt sich in Freundschafts- bzw. Schauschwenken und dem Preis- bzw. Meisterschaftsschwenken.

## Verkehr
Die VRS-Buslinie 986 der RVK verbindet den Ort mit Weilerswist und Heimerzheim, abends und am Wochenende als TaxiBusPlus nach Bedarf. Zusätzlich verkehrt an Schultagen eine Fahrt der Linie 806 nach Euskirchen und zurück.
| Linie | Verlauf |
| ----- | --- |
| 806   | Euskirchen Bf – Kleinbüllesheim – Dom-Esch – (Neukirchen – Müggenhausen – Metternich) / (Mömerzheim – Ollheim – Straßfeld – Heimerzheim) |
| 986   | Abends und am Wochenende als TaxiBusPlus: Heimerzheim – Neukirchen – Müggenhausen – Abzw. Schwarzmaar – Metternich – Weilerswist Bf      |

Am Ort vorbei führt die Bundesautobahn 61 mit Anschlussstellen in Swisttal-Heimerzheim und Weilerswist.
Eine Bahnlinie, die sogenannte „Ruhr-Mosel-Strecke“, auch „Strategische Bahn“ genannt, wurde im Zuge des Vertrages von Versailles vor ihrer Fertigstellung wieder abgebaut, sie kreuzte in Weilerswist die Strecke Köln–Trier und sollte an die Ahr führen und in die dortige Bahnlinie einmünden. In Weilerswist-Metternich, nähe „Am blauen Stein“ war ein Bahnhof geplant. Der Trassenverlauf im Gemeindegebiet entspricht fast vollständig der heutigen Bundesautobahn 61.

## Sonstiges
- Im Ort gibt es die Drei-Eichen-Grundschule und den Kindergarten Villa Sonnenhügel.
- Seit August 2013 betreibt der Waldkobolde Weilerswist e. V. in Metternich einen Waldkindergarten.

## Vereinsleben
- SV Metternich 1945 e. V. mit den Abteilungen Fußball, Alte Herren, Damenfußball, Gymnastikgruppe
- Mini-Husaren Metternich, Gardetanz für Kinder, Junioren und Tanzgruppe Ü30 gegr. 1988
- Gartenbau- und Verschönerungsverein Metternich e. V. gegr. 1902
- Freiwillige Feuerwehr Weilerswist, Löschgruppe Metternich gegr. 1906
- Junggesellenverein „Eintracht“ Metternich e. V. gegr. 1880
- Karnevalsgesellschaft Blau-Weiß Metternich 1956
- Männergesangsverein „Eintracht“ Metternich 1949 e. V.
- Reit- und Fahrverein Metternich e. V. gegr. 1981
- Fanfaren Corps Blau-Weiß Metternich e. V. gegr. 1962, wurde zwischenzeitlich aufgelöst
- Kirchenchor St. Cäcilia Metternich gegr. 1995
- Angelsportverein (ASV) Weilerswist-Metternich e. V. gegr. 1964